# Uschi Ulrich
Uschi Ulrich (* 18. August 1959) ist eine ehemalige österreichische Tennisspielerin.

## Karriere
Ulrich spielte insgesamt fünf Matches auf der WTA-Tour. Im Einzel verlor sie beide Partien (0:2) und im Doppel gelangen ihr zwei Siege bei drei Niederlagen (2:3). 1979 wurde sie österreichische Hallen-Staatsmeisterin.
1978 nahm sie in der Doppelkonkurrenz der Australian Open teil und stieß mit ihrer Partnerin Chris O’Neil, die zugleich die Einzelkonkurrenz der Australian Open gewann, bis in das Halbfinale vor. Dieses verloren beide in zwei Sätzen mit 2:6 und 2:6 gegen das Duo Betsy Nagelsen und Renáta Tomanová, die später auch den Titel gewannen.